# Agyness Deyn
Agyness Deyn (geboren als Laura Hollins, 16 februari 1983) is een Brits fotomodel. Ze wordt vergeleken met Kate Moss, vanwege haar uitgesproken kledingstijl.

## Modellencarrière
In Mei 2007 stond ze samen met Doutzen Kroes, Caroline Trentini, Raquel Zimmermann, Sasha Pivovarova, Jessica Stam, Coco Rocha, Hilary Rhoda, Chanel Iman en Lily Donaldson op de Vogue US als de nieuwe generatie supermodellen. Deyn stond op de covers van Vogue UK, the Observer Woman supplement, The Sunday Times Style, Pop, Grazia, Time Style & Life en Vogue Italia. Ze deed campagnes voor Anna Sui, J.P. Gaultier, Blugirl by Blumarine, Cacharel, Gianfranco Ferrè, Giorgio Armani, Mulberry, Paul Smith en Vivienne Westwood. Ze was het gezicht van de parfums The Beat van Burberry, Ma Dame van Jean-Paul Gaultier en Gold van Giles Deacon. Ze was het gezicht van New Look, Sisheido en House Of Holland van vriend Henry Holland.

## Overig werk
Ze is te horen op de single 'Who' van Five O'Clock Heroes en 'We found love' van Rihanna. Ook speelt ze een hoofdrol in de Britse televisieserie Dark Sun als Elaine Renko.

## Privéleven
Deyn had vier jaar een relatie met Josh Hubbard van The Paddingtons. Anno 2008 werd ze gelinkt aan Albert Hammond Jr. van The Strokes. Van 2012 tot 2015 was ze getrouwd met de acteur Giovanni Ribisi. Anno 2016 werd ze de vrouw van Joel McAndrew.